# Майзиль, Нахман
Нахман Майзиль (16 января 1887, близ Киева — апрель 1966, киббуц Алоним, Израиль) — издатель, публицист, литературный критик и историк литературы на идиш.
После революции 1917 года основал издательство «Киевэр фарлаг» и был одним из организаторов Ассоциации культуры на идиш — Култур-лиге.
Один из главных инициаторов проведения Всемирного конгресса еврейской культуры в 1937 году в Париже.
В 1925—1938 годах жил в Варшаве, затем до середины 1960-х — в Нью-Йорке.